# جامعة ألستر
جامعة ألستر (بالإنجليزية: Ulster University)‏ هي جامعة، تأسست في 1984، في المملكة المتحدة، وهي عضوة في رابطة الجامعات الأوروبية.